# Вісімнадцятирічні (фільм, 1987)
«Вісімнадцятирічні» — радянський двосерійний телефільм 1987 року, знятий режисером Родіоном Єфименком на студії «Укртелефільм».

## Сюжет
За однойменним романом Юрія Смолича про боротьбу за встановлення Радянської влади в Україні.

## У ролях
- Володимир Шевельков — Вацлав Парчевський, комендант, поручик, випускник гімназії
- Анатолій Рудаков — Олександр Іванович Шумейко, залізничник, більшовик-підпільник
- Георгій Гавриленко — Козубенко
- Тарас Денисенко — Стах Кульчицький
- Анатолій Пашнін — Іван Зілов, підпільник, випускник гімназії
- Віктор Рибчинський — Зіновій Золотар
- Сергій Чекан — Хрісанф Сербін
- Олег Мірошников — Шая Піркес, скрипаль, випускник гімназії
- Остап Ступка — Микола Макар
- Софія Горшкова — Катерина Кросс
- Вікторія Корсун — Кульбаба
- Марія Мішуріна — Шура Можальська
- Олена Блинникова — Іса
- Олена Одинцова — Аглая Вікентіївна
- Андрій Альошин — Костянтин Туруканіс
- Сергій Дудка — телеграфіст
- Андрій Бубашкін — Ганс Бруно, німецький солдат, студент-філолог
- Анатолій Лук'яненко — Леонід Репетюк
- Олександр Денисенко — Бронька Кульчицький
- Володимир Зозуля — Матвій Туровський
- Валентина Декусар — Антоніна Полубатченко, курсистка-медичка
- Георгій Мурашко — Віктор Воропаєв
- Євген Паперний — полковник фон Таймо
- Леонід Яновський — майор німецької контррозвідки
- Віктор Черняков — полковник Будогос
- Ю. Авраменко — епізод
- Борис Александров — унтер-офіцер Сич
- Анатолій Бєлий — епізод
- Борис Болдиревський — старий обхідник
- Агафія Болотова — дружина обхідника
- Іван Бондар — Кукуришник
- Володимир Волков — полковник Соловйов
- Володимир Горобей — пацієнт
- Ольга Дадукевич — епізод
- Леонід Данчишин — залізничник
- Сергій Дворецький — кочегар
- Олексій Довгань — епізод
- Б. Дубицький — епізод
- Таїсія Кияшко — мати Катерини Кросс
- Станіслав Коренєв — Розенкранц, лікар
- Іван Купріянов — епізод
- К. Касаткін — епізод
- Людмила Лобза — мати Кульбаби
- Юрій Марчак — епізод
- Жан Мельников — Белла Кадель, майор
- Олександр Мілютін — священик
- Олександр Пархоменко — німецький полковник
- Василь Образ — епізод
- І. Румеліді — епізод
- Володимир Саранчук — Кульчицький-старший
- Віктор Степаненко — залізничник
- Василь Фущич — директор гімназії
- Ігор Черницький — епізод
- Ваня Авраменко — епізод

## Знімальна група
- Режисер — Родіон Єфименко
- Сценарист — Олег Ярославич
- Оператор — Валерій Канюка
- Композитор — Олександр Злотник
- Художник — Віталій Ясько